# 한영걸
한영걸(韓英傑, 1927년 1월 1일 ~ 1991년 10월 15일)은 중국 출신 홍콩 영화 배우, 무술가이다.

## 출연 작품
- 1965년 《대취협》
- 1967년 《용문객잔》 무술 감독
- 1971년 《귀노천》
- 1971년 《천룡팔강》
- 1971년 《당산대형》 무술 감독, 샤오 미 역
- 1971년 《협녀》 무술 감독
- 1972년 《정무문》 무술 감독
- 1973년 《마로소영웅》
- 1973년 《이소룡의 생과 사》 본인 역
- 1975년 《밀종성수》
- 1977년 《충열도》
- 1979년 《백전보산하》 무술 연출
- 1988년 《강호영웅》

## 같이 보기
- 이소룡